# Notothylas javanica
Notothylas javanica là một loài rêu trong họ Notothyladaceae. Loài này được (Sande Lac.) Gottsche mô tả khoa học đầu tiên năm 1858.